# Alta Via dei Monti Liguri
De Alta Via dei Monti Liguri is een langeafstands(bergwandel)pad dat loopt van Ventimiglia aan de kust (nabij Frankrijk) tot in de nabijheid van La Spezia (Cinque Terre) op de grens van Ligurië en Toscane.
De route loopt steeds op een afstand van minder dan 15 km vanaf de kust; de Middellandse Zee is vaak vanaf de route goed te zien. De paden zijn niet overal evengoed onderhouden en er zijn ook niet overal voldoende overnachtingsmogelijkheden. Een tent is dus een noodzakelijk uitrustingsstuk. Ook is zeker ook niet overal voldoende water aanwezig: er zal een flinke voorraad meegesleept moeten worden. Het westelijke deel van de route is absoluut alpien te noemen (met gemzen, edelweiß en (onbemande) berghutten). Het centrale deel is heel ruig en slecht onderhouden. Het oostelijke deel is goed onderhouden en gemarkeerd. Het westelijke en het centrale deel (bij Genua) zijn eenzaam.